# 中华奥锹甲
中华奥锹甲（学名：Odontolabis cuvera sinensis）也称红边鬼艳锹，锹甲科（锹形虫科）奥锹甲属（鬼艷鍬形蟲屬）库奥锹甲的一个亚种，分布于中国南方。
本种2023年被收录入中国《有重要生态、科学、社会价值的陆生野生动物名录》。

## 分类地位
中华奥锹甲的分类地位存在争议，有时被视为独立物种，有时被视为库奥锹甲的一个亚种。2021年中国研究人员认为华美奥锹甲（Odontolabis fallaciosus）是本种的主观次定同物异名。

## 形态特征
中华奥锹甲为一种大型锹甲，雄虫体长一般可达7厘米以上。身体大部分为黑色并具有光泽，鞘翅边缘呈黄褐色或者红褐色。